# Жбанич, Ясмила
Ясмила Жбанич (босн. Jasmila Žbanić, 19 декабря 1974, Сараево, ФНРЮ) — боснийский кинорежиссёр. Жбанич обрела мировую известность после своего фильма Грбавица, удостоенного «Золотого медведя» на Берлинском кинофестивале в 2006 году. Также её фильм 2010 года На пути участвовал в конкурсной программе Берлинского кинофестиваля 2010 года.

## Биография
Ясмила Жбанич родилась в 1974 году в Сараево в боснийской мусульманской семье.
Жбанич окончила отделение режиссуры театра и кино Академии сценических искусств в Сараево. В течение некоторого времени она работала кукольником в театре Хлеб и кукла, в американском штате Вермонт, а затем клоуном в рабочей группе Ли Ди Лонга. По возвращении в Боснию и Герцеговину, в 1997 году, Жбанич основала художественную ассоциацию «Деблокада» и начала делать документальные и короткометражные фильмы С «Деблокадой» Жбанич сняла и сделала множество документальных фильмов, художественных видеоработ и короткометражек. Её работы стали демонстрироваться на множестве кинофестивалей и выставок по всему миру: Манифеста 3 в Словении в 2000 году, «Kunsthalle Fridericianum» в Касселе в 2004 году, Стамбульский биеннале в 2003 году.
Фильм Жбанич 2006 года Грбавица выиграл «Золотого медведя» на 56-м Берлинском международном кинофестивале и был номинирован на премию Европейской киноакадемии 2006 в категориях «Лучший европейский фильм» и «Лучшая женская роль».

## Фильмография

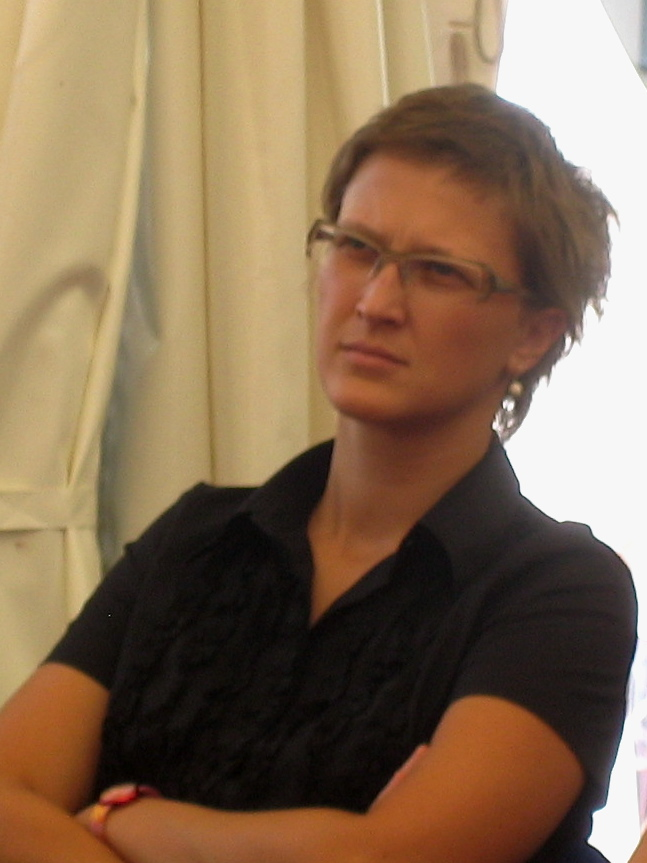
Ясмила Жбанич на Сараевском кинофестивале в 2007 году

| Год  |   | Русское название        | Оригинальное название           | Роль                |
| ---- | - | ----------------------- | ------------------------------- | ------------------- |
| 1995 | ф | Автобиография           | Autobiografija                  |                     |
| 1997 | ф | После, после            | Poslije, poslije                |                     |
| 1998 | ф |                         | Noć je, mi svijetlimo           |                     |
| 1998 | ф |                         | Ljubav je...                    |                     |
| 2000 | ф |                         | Red Rubber Boots                |                     |
| 2003 | ф |                         | Sjećaš li se Sarajeva           |                     |
| 2003 | ф | Картинки из угла        | Images from the Corner          |                     |
| 2004 | ф |                         | Birthday                        |                     |
| 2006 | ф | Грбавица                | Grbavica                        | режиссёр, сценарист |
| 2010 | ф | В пути                  | Na putu                         | режиссёр, сценарист |
| 2013 | ф | Тем, кто не может врать | For Those Who Can Tell No Tales | режиссёр, сценарист |
| 2014 | ф | Остров любви            | Otok ljubavi                    | режиссёр, сценарист |
| 2020 | ф | Куда ты идёшь, Аида?    | Quo Vadis, Aida?                | режиссёр, сценарист |

## Награды
- «Золотой медведь» Берлинского кинофестиваля 2006 года за фильм «Грбавица»
- Приз экуменического (христианского) жюри (конкурсная программа) Берлинского кинофестиваля 2006 за фильм «Грбавица»
- Приз Peace Film Award Берлинского кинофестиваля 2006 за фильм «Грбавица»
- «Великая печать» ZagrebDox за фильм «Картинки из угла»
- Премия Сорос-центра за современное искусство за фильм «Автобиография»
- Премия Сорос-центра за современное искусство за фильм «После, после»
- Приз ФИПРЕССИ за фильм «В пути» (2010, Ереванский кинофестиваль)
- Специальный приз Сараевского кинофестиваля за фильм «Noć je, mi svijetlimo»
- Премия жюри New York Expo Film Festival за фильм «Noć je, mi svijetlimo»
- Международная кинематографическая премия «Восток-Запад. Золотая арка» по итогам 2020-2021 гг за лучшую режиссёрскую работу («Куда ты идешь, Аида»)[5]